# Smörjgrop

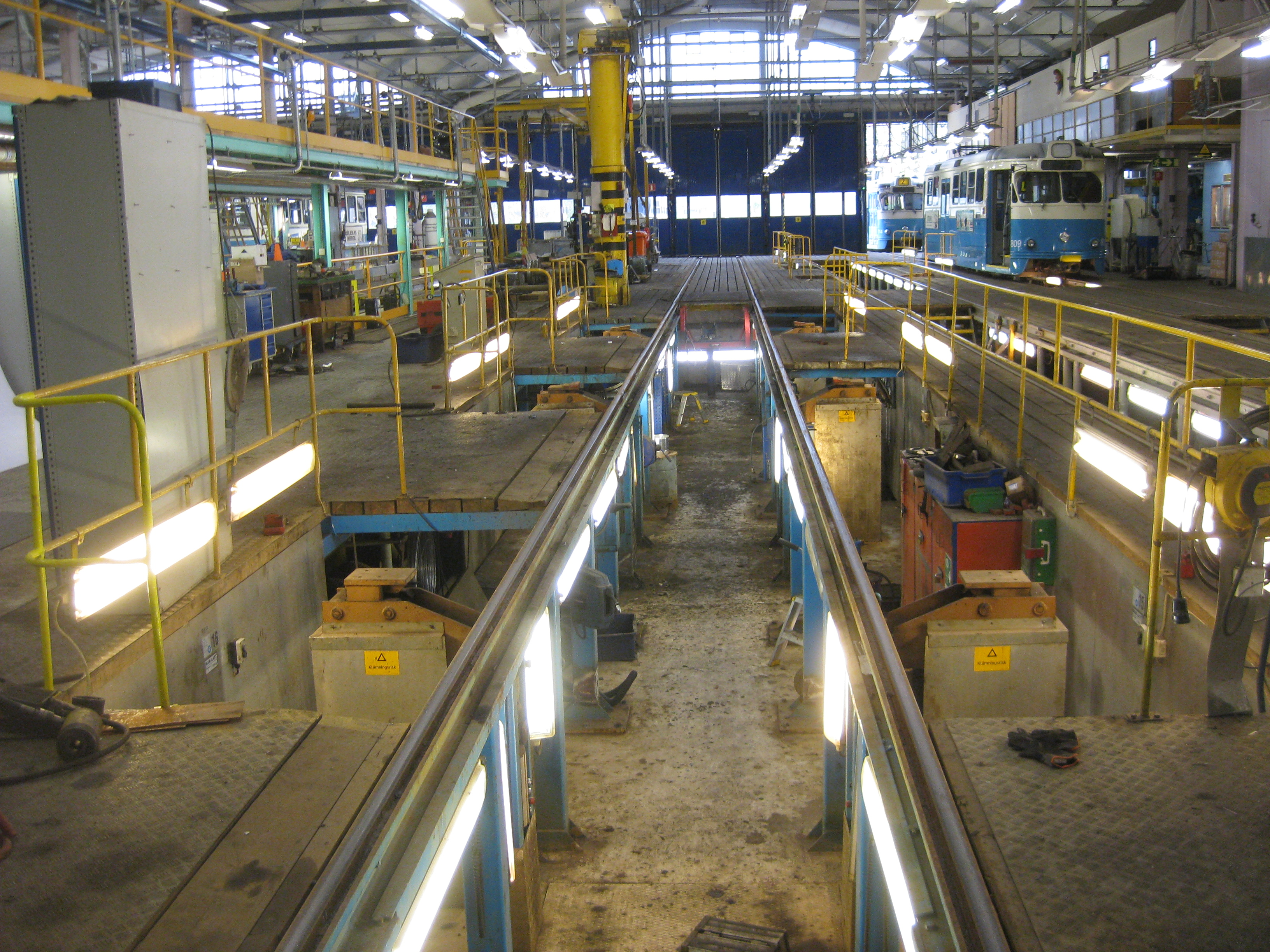
Smörjgrop för spårvagnar i Vagnhallen Majorna i Göteborg.

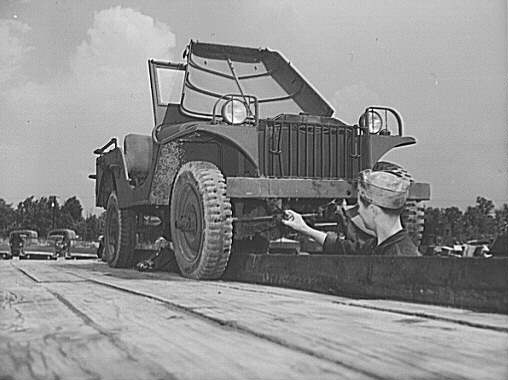
En smörjgrop ute, för militärfordon.

Smörjgrop är en nedsänkt del av en bilverkstad där man kan tappa ur olja och göra annat underhållsarbete på bilens underrede. 
Smörjgrop eller servicegrop har blivit allt vanligare på lastbils- och bussverkstäder.
Orsaken till detta är att en servicegrop erbjuder ett snabbt och ergonomiskt sätt att inspektera och reparera fordonets undersida.
Jämfört lyftutrustning för plana verkstadsgolv är en servicegrop mycket snabbare och kan med integrerad utrustning så som bromsprovare, rörliga golvplattor för axeltester, spilloljehantering m m utgöra stor nytta i en verkstad.